# Reinhard Mannesmann

Die Brüder Reinhard und Max Mannesmann

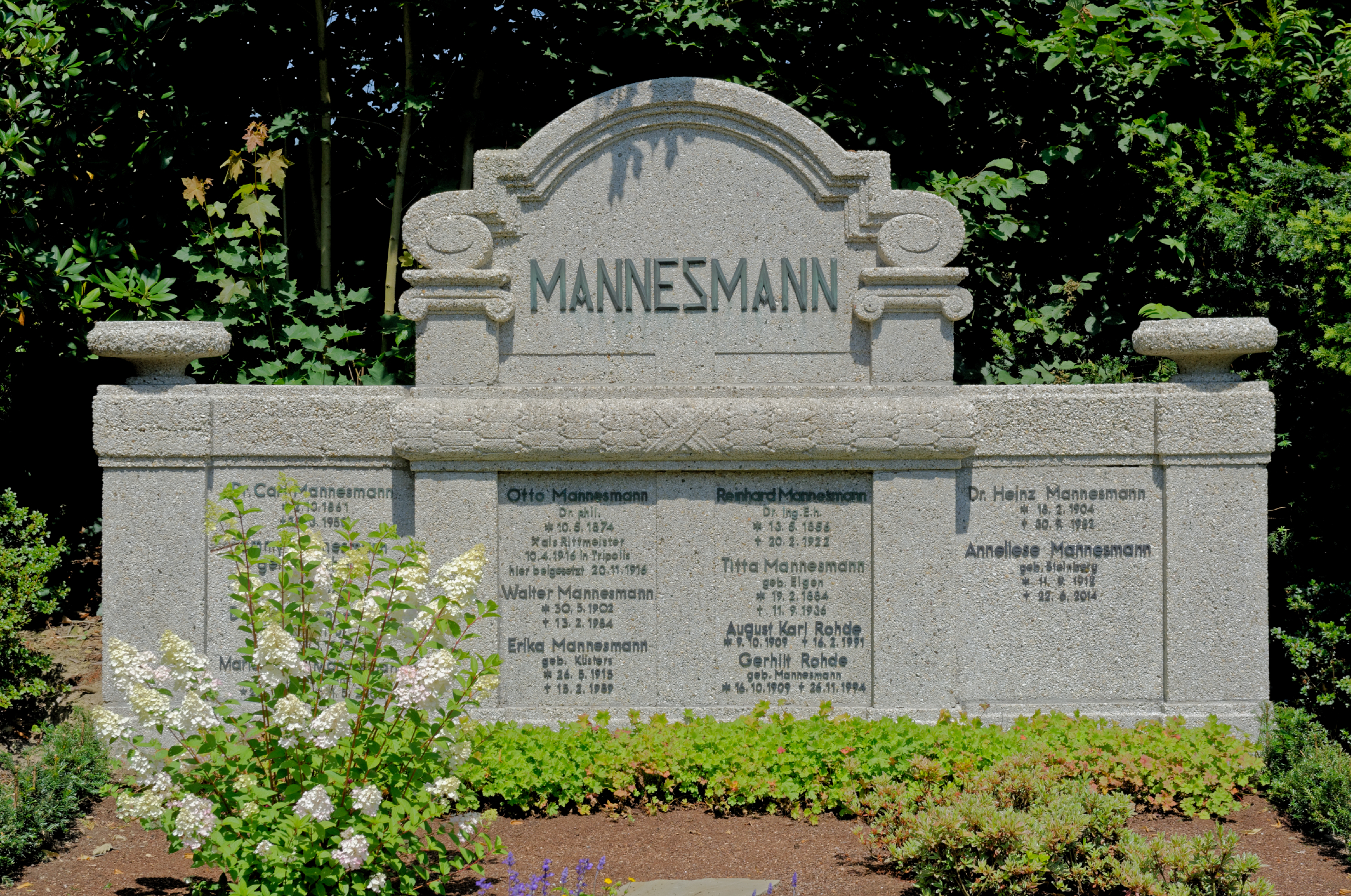
Grab der Familie Mannesmann auf dem evangelischen Friedhof Remscheid-Bliedinghausen

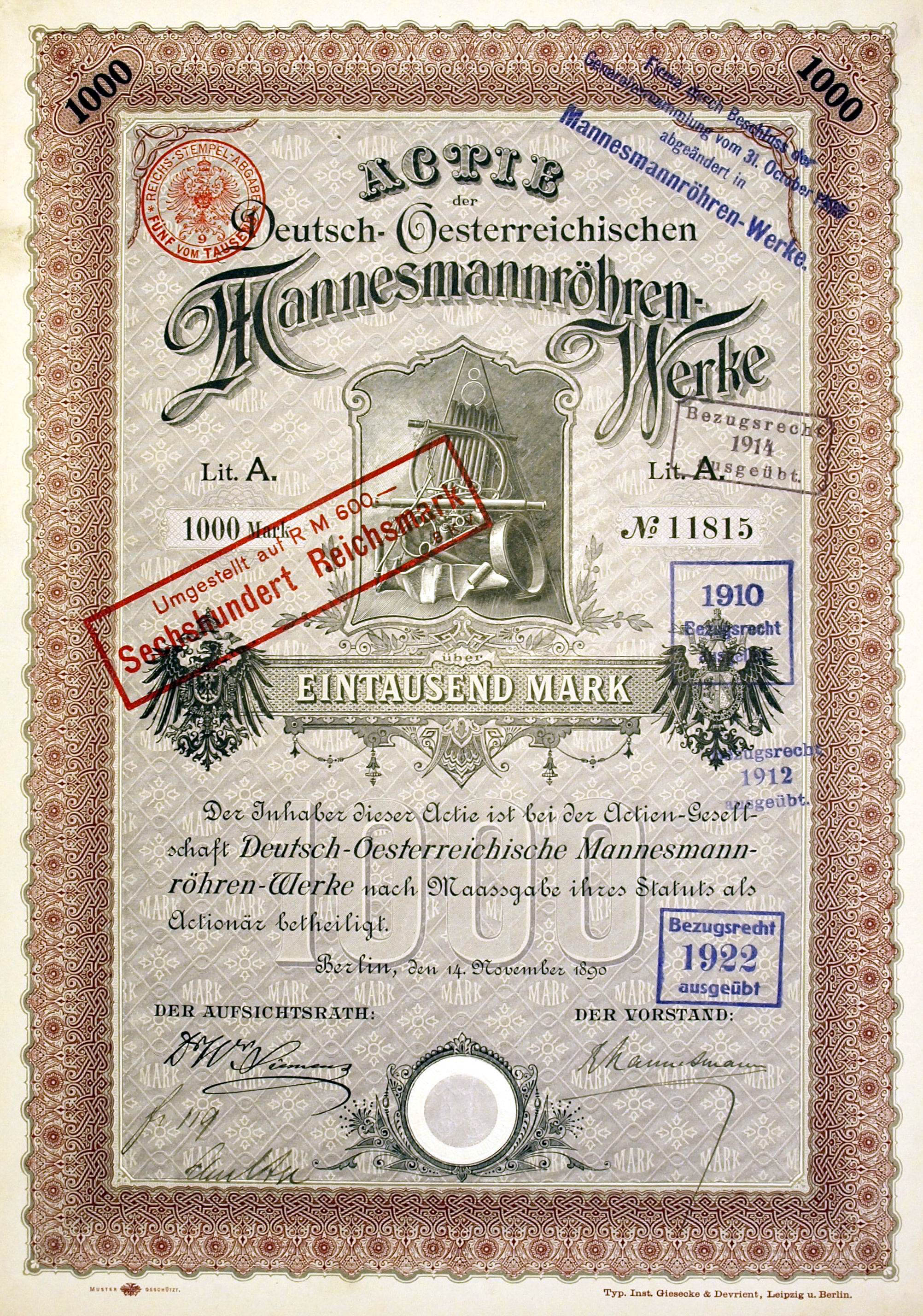
Gründeraktie der Deutsch-Oesterreichischen Mannesmannröhren-Werke vom 14. November 1890 mit Unterschrift von Reinhard Mannesmann

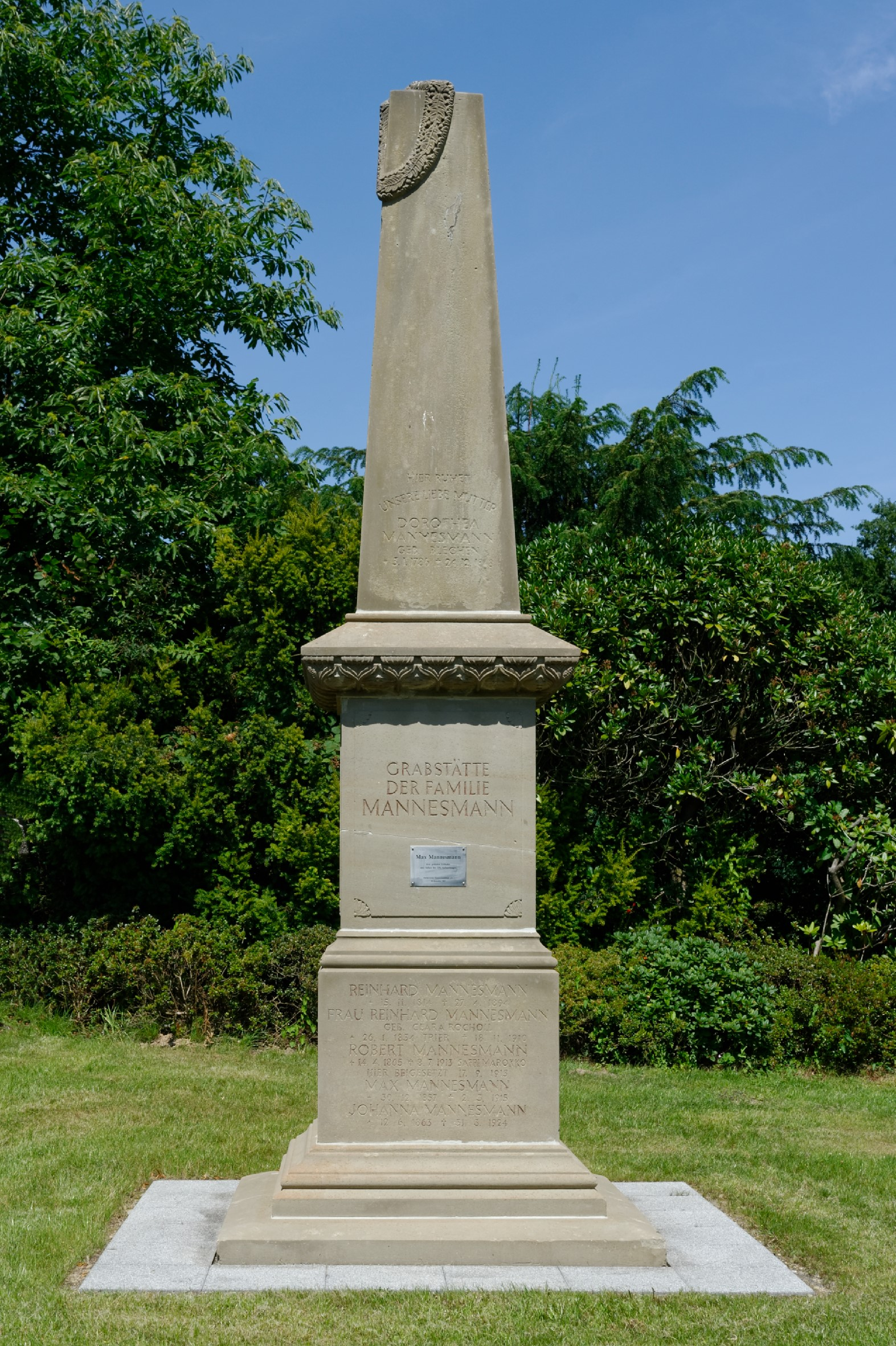
Denkmal zu Ehren der Familie Mannesmann auf dem evangelischen Friedhof Remscheid-Bliedinghausen

Reinhard Mannesmann (* 13. Mai 1856 in Remscheid; † 20. Februar 1922 ebenda) war ein deutscher Erfinder und Unternehmer.

## Leben
Reinhard Mannesmann wuchs mit seinem Bruder Max (1857–1915) und vier weiteren Brüdern als Sohn des Werkzeugfabrikanten Reinhard Mannesmann (1814–1894) in Remscheid auf. Die beiden traten in das elterliche Unternehmen ein, das seit 1776 bestand und als eines der modernsten seiner Zeit Eisenfeilen herstellte. 1884 erfanden sie die Methode, aus einem angebohrten Block ein nahtloses Stahlrohr zu walzen, worauf sie 1885 ein Patent erhielten. Damals moderne Dampfmaschinen erzeugten hohe Drücke, die in geschweißten Stahlrohren transportiert wurden. Zahlreiche Unfälle waren die Folge. Insofern war ihre Erfindung ein großer Durchbruch, für die es schnell eine hohe Nachfrage gab. Reinhard und Max Mannesmann beteiligten sich deshalb an der Gründung verschiedener Röhrenwerke in Bous an der Saar, in Komotau in Böhmen, das damals zu Österreich gehörte, in Remscheid und 1899 in  Landore in Wales.
Doch damit waren sie noch nicht zufrieden: Schon fünf Jahre später gelang ihnen die Erfindung des Schrägwalzverfahrens, das zusammen mit dem Pilgerschrittverfahren eine Endlosproduktion erlaubt. Im ersten Schritt wird ein Stahlblock in der Mitte gelocht und dadurch zu einem dickwandigen Hohlkörper, der im zweiten Schritt durch das Schrägwalzverfahren zum fertigen Rohr gewalzt wird.
Das Schrägwalz-Verfahren von 1886 war zunächst kaum für die industrielle Fertigung geeignet. Es gelang den Mannesmann-Brüdern nicht, ein marktübliches dünnwandiges Rohr in einem einzigen Walzgang herzustellen. Sie benötigten vier Jahre, bis sie schließlich im Jahr 1890 das Schrägwalzen mit dem sogenannten Pilgerschrittverfahren kombinierten.
Auf diese bahnbrechende Erfindung erhielten sie am 16. Juli 1890 ein Patent.
Für die Kombination der beiden Technologien etablierte sich der Begriff des Mannesmann-Verfahrens.
Dabei wird der Werkstoff während des Walzens mit einer unsymmetrischen Walze für kurze Zeit freigegeben, um einen bestimmten Winkel gedreht und für den folgenden Schritt zurückgeschoben. „Dieser Bewegung – vor und zurück – verdankt das Verfahren in Anlehnung an die Echternacher Springprozession die Bezeichnung Pilgerwalzen“.
Bisher ungeahnte Möglichkeiten nicht nur zum Bau von Rohrleitungsnetzen, sondern auch für den Maschinenbau und für neue Einsatzzwecke in der Architektur wurden durch die neuen Stahlrohre, die den bis dahin gebräuchlichen geschweißten Rohren deutlich an Festigkeit überlegen waren, eröffnet. 1890 fassten Reinhard und Max Mannesmann alle drei Produktionsstandorte in Deutschland und Österreich in der Deutsch-Österreichischen Mannesmannröhren-Werke Aktiengesellschaft zusammen, deren Sitz Berlin wurde. Sie übernahmen den Vorstand der Aktiengesellschaft. Das Grundkapital von 35 Millionen Mark machte die Aktiengesellschaft gleich zu Beginn zu einer der zehn größten Kapitalgesellschaften in Deutschland. 1893 schieden Reinhard und Max Mannesmann wieder aus dem Vorstand aus. Der Firmensitz wurde im gleichen Jahr nach Düsseldorf verlegt. Dort wurde ein Schweißrohrwerk eröffnet.
Alle sechs Brüder Mannesmann entwickelten zusammen das Hängeglühlicht, das 1903 patentiert wurde und das Gasglühlicht weiter verbreitete. Zusammen mit seinen Brüdern Carl, dem Chemiker, und Otto Felix (1874–1916), dem Physiker, gründete Reinhard daraufhin die Mannesmann Lichtwerke AG mit Sitz in Remscheid, die vor dem Ersten Weltkrieg mit circa 4000 Mitarbeitern Gas- und Hängeglühlichter produzierte und während des Krieges unter Carl Mannesmann als Direktor mit etwa 2000 Mitarbeitern als Waffen- und Munitionsfabrik fungierte. Nach dem Krieg begann man zunächst mit der Herstellung von Tiefkühlschränken und Motorpflügen, stellte aber recht bald um auf die Reparatur von im Krieg beschädigten LKWs und deren Umrüstung für den zivilen Gebrauch. Bald darauf befassten sich die Brüder auch mit der Entwicklung von Automobilen und gründeten 1919 die Mannesmann Motorenwerke GmbH.
Reinhard Mannesmann heiratete am 6. Januar 1906 Marie Luise Eigen. Ihre Hochzeitsreise verbrachten sie in Marokko. Von 1907 bis zum 1. August 1914 betrieb das Ehepaar in Marokko Handel, Landwirtschaft und Bergbauaktivitäten. Ihr Eigentum in Marokko wurde schließlich auf ein Achtel aller Werte des Sultanats Marokko geschätzt.
1880 war Reinhard Mannesmann dem Verein Deutscher Ingenieure (VDI) und dem Bergischen Bezirksverein des VDI beigetreten. Die Technische Hochschule Aachen würdigte ihn 1920 mit der Verleihung des Grades eines Doktoringenieurs ehrenhalber.